# Marko Sedlaček
Marko Sedlaček (ur. 29 lipca 1996 w Zagrzebiu) – chorwacki siatkarz, grający na pozycji przyjmującego, reprezentant Chorwacji. 

## Przebieg kariery
| Sezon     | W klubie             | Klub                 |
| --------- | -------------------- | -------------------- |
| 2013/2014 |                      | HAOK Mladost Zagrzeb |
| 2014/2015 | Rennes Volley 35     |                      |
| 2015/2016 | LPR Volley Piacenza  |                      |
| 2016/2017 | HAOK Mladost Zagrzeb |                      |
| 2017/2018 | HAOK Mladost Zagrzeb |                      |
| 2018/2019 | HAOK Mladost Zagrzeb |                      |
| 2019/2020 | Vero Volley Monza    |                      |
| 2020/2021 | Vero Volley Monza    | do 03.12.2020        |
| 2021/2022 |                      | Galatasaray Stambuł  |
| 2022/2023 | Top Volley Cisterna  |                      |
| 2023/2024 | Jastrzębski Węgiel   |                      |
| 2024/2025 | Sonepar Padwa        |                      |

## Sukcesy klubowe
Puchar Chorwacji:
- 2013, 2016, 2019

Mistrzostwo Chorwacji:
- 2018, 2019
- 2014, 2017

Superpuchar Chorwacji:
- 2016, 2017

Mistrzostwo Polski:
- 2024[7]

Liga Mistrzów:
- 2024[8]

## Sukcesy reprezentacyjne
Liga Europejska:
- 2013[9], 2024[10]
- 2022[11]

## Nagrody indywidualne
- 2016: MVP Superpucharu Chorwacji